# Campomanesia neriiflora
Campomanesia neriiflora är en myrtenväxtart som först beskrevs av Otto Karl Berg, och fick sitt nu gällande namn av Franz Josef Niedenzu. Campomanesia neriiflora ingår i släktet Campomanesia och familjen myrtenväxter. IUCN kategoriserar arten globalt som sårbar.
Artens utbredningsområde är Brasilien. Inga underarter finns listade i Catalogue of Life.